# Nejvyšší zemský hofmistr

Znak Českého království

Nejvyšší zemský hofmistr, také označovaný jako nejvyšší hofmistr Království českého (německy Oberstlandhofmeister, latinsky supremus magister curiae), byl po nejvyšším purkrabím druhým nejvýznamnějším zemským stavovským úředníkem Českého království, původně správce královského dvora. 
Byl předsedou komorního soudu a v soudních záležitostech předsedou královské rady. Vlastní správu královského dvora v Čechách měl na starost dvorský neboli královský hofmistr. Hodnost správce dvora existovala ve většině monarchií.

## České království
V průběhu 15. století ztrácel na významu úřad královského hofmistra a vedle něj se vyvinul úřad nejvyššího zemského hofmistra, který se od roku 1453 řadil mezi nejvyšší zemské hodnosti. Nejvyšší hofmistr Českého království předsedal komornímu soudu a v soudních záležitostech byl i předsedou královské rady. Úřad přežil Obnovené zřízení zemské (1627). V předbělohorském období byl jmenován na doživotí, po roce 1627 pouze na pět let. Před Bílou horou přísahal králi a stavům, po Bílé hoře pouze králi a jeho dědicům. Do zániku místodržitelského kolegia v roce 1748 byl jedním z jeho jedenácti řádných členů. 
Osudným tomuto úřadu se staly reformy císaře Josefa II. (králem 1780–1790), kdy se stal pouhou čestnou hodností, od roku 1783 pak předsedal nově zřízenému apelačnímu soudu. Roku 1790 však byl nejvyšší hofmistr ve vedení apelačního soudu nahrazen prezidentem, čímž úřad nejvyššího zemského hofmistra zanikl i formálně.
V roce 1490 činila odměna za vykonávání úřadu 1000 kop grošů českých, příjem byl pojištěn z výnosu kutnohorské mincovny.
Během obřadu korunovace českých králů nosil nejvyšší hofmistr panovnickou (obřadní) hůl. Při korunovaci Karla VI. se jednalo o zlatou berlu (baculum), kterou zdobila heraldická figura českého dvouocasého lva a iniciály C. VI.

### Seznam nejvyšších hofmistrů Českého království
- 1269 Petr
- 1283 Purkart z Janovic († po 1289)
- 1284–1288 Záviš z Falkenštejna († 24. 8. 1290 Hluboká nad Vltavou)
- 1304–1308 Albrecht z Lomnice
- 1315 Jindřich z Weilnau
- 1364 Petr z Janovic
- 1366 Jan z Hardeka
- 1369–1378 Petr z Vartenberka na Kosti
- 1380–1385 Konrád Krajíř z Krajku
- 1385–1395 (6. 5.) Jindřich Škopek z Dubé († 6. 5. 1395)
- 1396 Beneš z Dubé
- 1397 Jan II. Opavský
- 1400–1402 Heřman z Chustníka
- 1403 Břeněk ze Skály a ze Švihova
- 1403–1407 Jan Krušina z Lichtenburka
- 1407–1411 Lacek z Kravař a Helfštejna
- 1412–1416 Jan starší z Hradce
- 1420 (září) – Jindřich z Elsterberka[5]
- 1436–1444 (20. 8.) Hynek Ptáček z Pirkštejna (kolem 1400 – 20. 8. 1444 Rataje nad Sázavou)
- 1453–1457 (gubernátor) Jiří z Poděbrad (23. 4. 1420 Poděbrady (?) – 22. 3. 1471 Praha)
- 1458–1466 Jindřich ze Stráže  († 16. 1. 1466 Kamenice nad Lipou)
- 1467–1480 Jaroslav Lev z Rožmitálu na Blatné (1425 ? – 23. 10. 1486 ?)
- 1490–1514 Vilém II. z Pernštejna na Helfštejně (1436 – 8. 4. 1521 Pardubice)[6]
- 1514–1523 (13. 2.) Vojtěch z Pernštejna na Pardubicích (4. 4. 1490 – 17. 3. 1534) – poprvé
- 1523 (2. 2. ?) – 1526 Karel I. Minsterberský (4. 5. 1476 Kladsko – 31. 5. 1536 Ząbkowice Śląskie)
- 1527 (leden) Jan z Vartemberka
- 1527 (25. 3.) – 1534 (17. 3.) Vojtěch z Pernštejna na Pardubicích (4. 4. 1490 – 17. 3. 1534) – podruhé
- 1534–1553 (11. 9.) Zdislav Berka z Dubé a Lipé (1467/1470 – 11. 9. 1553 Zákupy)
- 1554–1569 Jan III. starší Popel z Lobkowicz na Zbiroze (1490 – 14. 6. 1569 Libochovice; chlumecká linie)[7][8]
- 1570–1584 Ladislav II. z Lobkowicz na Vysokém Chlumci a Jistebnici (1501 – 18. 12. 1584 Praha-Malá Strana; chlumecká linie)[7][8]
- 1585 (19. 2.) – 1594 Jiří (starší) Popel z Lobkowicz na Libochovicích (1540 – 27. 5. 1607 Loket, ve vězení)[9]
- 1594–1596 (správce) Jan z Říčan († 1596)
- 1599 (4. 9.) – 1609 (24. 5.) Kryštof Popel z Lobkowicz zvaný Tlustý na Pátku a Tachově (28. 4. 1549 Horšovský Týn – 25. 5. 1609 Praha)[10][8]
- 1609–1610 Ferdinand z Donína
- 1611 (18. 6.) – 1619 Adam mladší z Valdštejna na Hrádku nad Sázavou (1569/1570–1638) – poprvé
- 1619–1620 Vilém starší Popel z Lobkowicz na Horšovském Týně (1567–1626 Zbiroh; mladší popelovská linie – tachovská)[11]
- 1620–1627 Adam mladší hrabě z Valdštejna na Hrádku nad Sázavou (1569/1570–1638) – podruhé
- 1627 (22. 3.) – 1628 (30. 6. ?) Vilém Slavata z Chlumu a Košumberka (1. 12. 1572 Čestín – 19. 1. 1652 Vídeň)
- 1628 (12. 7.) – 1638 (25. 9.) Jaroslav Bořita z Martinic (6. 1. 1582 – 21. 11. 1649 Praha)
- 1638 (12. 10.) – 1643 (13. 10.) Bedřich z Talmberka († 13. 10. 1643)
- 1643 (4. 11.) – 1646 (6. 3.) Jindřich Libštejnský z Kolowrat (1570 – 6. 3. 1646)
- 1646 (15. 6.) – 1649 (?) František Oldřich Libštejnský z Kolovrat (28. 7. 1607 Žichovice – 3. 1. 1650 České Budějovice)
- 1650 (5. 2.) – 1651 (7. 1.) Bernard Ignác Jan z Martinic (20. 8. 1614 – 7. 1. 1685 Praha)
- 1651 (4.2. – 7. 3.) Heřman Černín z Chudenic (24. 7. 1576 – 7. 3. 1651)
- 1651 (1. 4.) – 1658 (4. 7.) Kryštof Ferdinand Popel z Lobkowicz (9. 10. 1614 – 4. 7. 1658; bílinská linie)
- 1658 (13. 11.) – 1677 (20. 12.) Maxmilián Valentin z Martinic (1612 – 20. 12. 1677 Praha)
- 1678 (15. 1.) – 1688 (18. 2.) Vilém Albrecht I. Krakovský z Kolovrat (18. 2. 1600 Týnec – 18. 2. 1688 Praha)
- 1688 (17. 3.) – 1689 (1. 7.) Jan Jáchym Slavata z Chlumu a Košumberka (1634/1637 Vídeň – 1. 7. 1689 Velvary)
- 1689 (11. 7.) – 1700 (24. 2.) Jan František Bruntálský z Vrbna (1634 – 22. 8. 1705)[12]
- 1700 (18. 9.) – 1704 (3. 5.) Heřman Jakub Czernin z Chudenic (25. 7. 1659 Vídeň – 8. 8. 1710 Praha)[12]
- 1704 (3. 5.) – 1708 (25. 1.) Václav Vojtěch ze Šternberka (9. 2. 1643 Bechyně – 25. 1. 1708 Praha)[12]
- 1708 (21. 5. – 28. 6.) Arnošt Josef z Valdštejna (7. 6. 1654 Praha – 28. 6. 1708 Praha)[12]
- 1708 (24. 7.) – 1732 Antonín Jan z Nostic-Rienecku (1652 – 30. 10. 1736)[12][pozn. 1]
- 1732–1740 neobsazeno ?
- 1740 (18.12.) – 1746 (22. 12.) Štěpán Vilém Kinský (26. 12. 1679 – 12. 3. 1749)[12]
- 1747 (23. 1.) – 1757 Filip Josef z Gallasu (24. 8. 1703 Praha – 23. 5. 1757 České Budějovice)[12]
- 1757 (13. 8.) – 1767 (10. 10.) František Leopold Buquoy (29. 11. 1703 Vídeň – 10. 10. 1767 Praha)[12]
- 1767 (20. 11.) – 1780 (18. 12.) Karel Gotthard ze Schaffgotsche (27. 7. 1706 – 18. 12. 1780)[12]
- 1781 (21. 4.) – 1782 (18. 11.) František Antonín z Nostic-Rienecku (17. 5. 1725 Pakoměřice – 29. 9. 1794 Praha)[12]
- 1783 (23. 1.) – 1789 (14. 9.) František Xaver Věžník (1711  – 14. 9. 1789)[12][13]
- 1789 – 1804 (25. 2.) Jan Václav I. Sporck (26. 1. 1724 Praha – 25. 2. 1804 Praha),[12][13][pozn. 2] úřad zastával v době korunovace Františka II. v roce 1792[15]
- 1807 (18. 11) – 1830 (5 12.) Jan Kazimír Deym ze Stříteže († 5. 12. 1830)[13]
- 1831 (21. 11.) – ? Heřman Hess,[13] úřad zastával v době korunovace Ferdinanda V. Dobrotivého v roce 1836[16]
- ? – 1848 Robert Antonín ze Salm-Reiffescheidtu (1804–1875)[13]